# بنا پوراشرف
بنا پوراشرف مربوط به دوره قاجار است و در شهرستان دره‌شهر، روستای شیخ مکان واقع شده و این اثر در تاریخ ۲۰ آذر ۱۳۷۹ با شمارهٔ ثبت ۲۹۲۳ به‌عنوان یکی از آثار ملی ایران به ثبت رسیده است.